# Idaea figuraria
Idaea figuraria är en fjärilsart som beskrevs av Bang-haas 1907. Idaea figuraria ingår i släktet Idaea och familjen mätare. Inga underarter finns listade i Catalogue of Life.